# Science and Technology of Advanced Materials
Science and Technology of Advanced Materials is een internationaal open access wetenschappelijk tijdschrift op het gebied van de materiaalkunde. Het wordt uitgegeven door National Institute for Materials Science en Swiss Federal Laboratories for Materials Science and Technology via Taylor & Francis. Het eerste nummer verscheen in 2000.
STAM artikelen zijn opgenomen in Astrophysics Data System, Chemical Abstracts Service, Inspec, PubMed, Science Citation Index, Scopus en Web of Science. Sinds maart 2014 worden ze uitgegeven onder een Creative Commons-licentie (CC BY).